# San Felice Aversa Normanna 2014-2015
Questa voce raccoglie le informazioni riguardanti la San Felice Aversa Normanna nelle competizioni ufficiali della stagione 2014-2015.

## Stagione
Nella stagione 2014-2015 l'Aversa Normanna parteciperà al suo primo campionato di Lega Pro. La stagione culminò con la retrocessione in Serie D dopo aver perso i play-out.

## Divise e sponsor
Lo sponsor tecnico per la stagione 2014-2015 è Legea, mentre lo sponsor ufficiale è Costruzioni generali Coggim
Corpora.
| Casa | Trasferta |

## Organigramma societario
Di seguito sono riportati i membri dello staff dell'Aversa Normanna.
Area direttiva
- Presidente: Giovanni Spezzaferri
- Presidente Onorario: Giuseppe Sagliocco
- Amministratore Delegato: Alfonso Cecere
- Direttore Generale: Ettore Alberto Castelluzzo
- Dirigente area gestione generale: Sergio Di Meo
- Dirigente Settore Giovanile: Vincenzo Rota
- Dirigente Responsabile attività di base: Giancarla Perugini

Area organizzativa
- Responsabile impianti sportivi: Armando Salese
- Ufficio biglietteria: Alberto Schiano Di Cola
- Responsabile rapporti tifoseria: Onesto Iommelli
- Responsabile area commerciale: Donato Liotto
- Delegato alla sicurezza Stadio: Luca Colurcio
- Vice Delegato alla sicurezza Stadio: Saverio Colurcio

Area comunicazione
- Responsabile Ufficio Stampa: Pier Paolo De Brasi
- Area Comunicazione & Media: AGstudio
- Area Marketing: Sinapse 2.0

Area tecnica
- Responsabile Amministrativo: Giuseppe De Michele
- Direttore sportivo: Gioacchino Novelli
- Team Manager: Giuseppe De Michele
- Allenatore: Raffaele Novelli, dal 20 ottobre 2014 Salvatore Marra[4]
- Allenatore in seconda: Salvatore Russo
- Magazziniere: Vincenzo Verolla

Area sanitaria
- Responsabile Sanitario e Staff: Romolo Perugini
- Responsabile Sanitario e Staff: Ciro Autiero
- Responsabile Sanitario e Staff: Vincenzo Autiero
- Fisioterapista e Massaggiatore: Giuseppe Menale
- Fisioterapista e Massaggiatore: Saverio Micillo

## Rosa
Di seguito è riportata la rosa dell'Aversa Normanna.
| N. |                    | Ruolo | Calciatore                   |
| -- | ------------------ | ----- | ---------------------------- |
|    | Italia (bandiera)  | P     | Pasquale Despucches          |
|    | Italia (bandiera)  | P     | Francesco Forte              |
|    | Italia (bandiera)  | P     | Antonio Granata              |
|    | Italia (bandiera)  | P     | Ettore Lagomarsini           |
|    | Italia (bandiera)  | P     | Alessio Salese               |
|    | Italia (bandiera)  | P     | Luca Savelloni               |
|    | Italia (bandiera)  | D     | Ciro Amelio                  |
|    | Italia (bandiera)  | D     | Dario Balzano                |
|    | Italia (bandiera)  | D     | Andrea Bosco                 |
|    | Italia (bandiera)  | D     | Roberto Cardinale (capitano) |
|    | Italia (bandiera)  | D     | Alberto Cossentino           |
|    | Italia (bandiera)  | D     | Luigi Del Prete              |
|    | Italia (bandiera)  | D     | Michele De Matteis           |
|    | Italia (bandiera)  | D     | Pasqualino Esposito          |
|    | Italia (bandiera)  | D     | Dario Forino                 |
|    | Italia (bandiera)  | D     | Gianluca Giovannini          |
|    | Italia (bandiera)  | D     | Daniele Magliocchetti        |
|    | Italia (bandiera)  | D     | Simone Petricciuolo          |
|    | Italia (bandiera)  | D     | Andrea Pippa                 |
|    | Italia (bandiera)  | D     | Stefano Scognamillo          |
|    | Brasile (bandiera) | D     | Gabriel Spessato             |
|    | Italia (bandiera)  | D     | Luca Viglietti               |
|    | Italia (bandiera)  | C     | Giuseppe Capua               |
|    | Italia (bandiera)  | C     | Antonio Cardore              |
|    | Italia (bandiera)  | C     | Riccardo Castellano          |

| N. |                        | Ruolo | Calciatore          |
| -- | ---------------------- | ----- | ------------------- |
|    | Italia (bandiera)      | C     | Edoardo Catinali    |
|    | Italia (bandiera)      | C     | Guido D'Attilio     |
|    | Italia (bandiera)      | C     | Tommaso Gattoni     |
|    | Italia (bandiera)      | C     | Enrico Geroni       |
|    | Italia (bandiera)      | C     | Vincenzo Giannusa   |
|    | Italia (bandiera)      | C     | Marco Giannattasio  |
|    | Italia (bandiera)      | C     | Fabio Mangiacasale  |
|    | Italia (bandiera)      | C     | Michel Panatti      |
|    | Italia (bandiera)      | C     | Salvatore Papa      |
|    | Italia (bandiera)      | C     | Giovanni Romano     |
|    | Italia (bandiera)      | C     | Pierantonio Sassano |
|    | Saint Lucia (bandiera) | C     | Zaine Pierre        |
|    | Italia (bandiera)      | A     | Paolo Carbonaro     |
|    | Italia (bandiera)      | A     | Emanuele Cicerelli  |
|    | Italia (bandiera)      | A     | Duilio Evangelista  |
|    | Italia (bandiera)      | A     | Fabio De Luca       |
|    | Italia (bandiera)      | A     | Alessandro De Vena  |
|    | Italia (bandiera)      | A     | Eugenio D'Ursi      |
|    | Italia (bandiera)      | A     | Antonio Martiniello |
|    | Italia (bandiera)      | A     | Manolo Mosciaro     |
|    | Italia (bandiera)      | A     | Carmine Muro        |
|    | Senegal (bandiera)     | A     | Momar N'Diaye''     |
|    | Italia (bandiera)      | A     | Manuel Personè      |
|    | Senegal (bandiera)     | A     | Mohamed Soly        |

## Risultati

### Lega Pro

#### Girone di andata
| Arbitro: | Forneau (Roma) |

|                    |           |               |
| De Vena 49’ (rig.) | Marcatori | 20’ Del Sante |

| Arbitro: | Edoardo Paolini (Ascoli Piceno) |

|                        |           |                                    |
| Murolo 13’ Diakitè 52’ | Marcatori | 49’ (rig.) De Vena 90+3’ Carbonaro |

| Arbitro: | Amoroso (Paola) |

|                                   |           |                               |
| Negro 68’, 74’ Mendicino 75’, 88’ | Marcatori | 6’, 69’ Cicerelli 66’ De Vena |

| Arbitro: | Rapuano (Rimini) |

|  |           |                        |
|  | Marcatori | 17’ Rinaldi 86’ Scarpa |

| Foggia 24 settembre 2014, ore CEST 5ª giornata | Foggia          | 0 – 0 referto | Aversa Normanna | Stadio Pino Zaccheria (3000 spett.)\| Arbitro: \| Mancini (Fermo) \| |
| Arbitro:                                       | Mancini (Fermo) |               |                 |                                                                      |

| Arbitro: | Tardino (Milano) |

|                    |           |                     |
| De Vena 77’ (rig.) | Marcatori | 63’, 88’ Ingretolli |

| Arbitro: | Strippoli (Bari) |

|                          |           |  |
| Russotto 19’ Barraco 64’ | Marcatori |  |

| Aversa 12 ottobre 2014, ore 18:00 CEST 8ª giornata | Aversa Normanna  | 0 – 0 referto | Melfi | Stadio Augusto Bisceglia (800 spett.)\| Arbitro: \| D’Apice (Arezzo) \| |
| Arbitro:                                           | D’Apice (Arezzo) |               |       |                                                                         |

| Arbitro: | Perotti (Legnano) |

|                        |           |             |
| Montalto 18’, 75’, 78’ | Marcatori | 62’ N'Diaye |

| Arbitro: | Rossi (Rovigo) |

|  |           |                                  |
|  | Marcatori | 26’ Scognamiglio 33’ Campagnacci |

| Arbitro: | Proietti (Terni) |

|             |           |             |
| Louzada 19’ | Marcatori | 34’ De Vena |

| Arbitro: | Lacagnina (Caltanissetta) |

|  |           |                |
|  | Marcatori | 6’ Moscardelli |

| Arbitro: | Bertani (Pisa) |

|             |           |             |
| Damonte 41’ | Marcatori | 57’ De Vena |

| Arbitro: | Balice (Termoli) |

|             |           |                  |
| De Vena 10’ | Marcatori | 68’, 90+4’ Gomez |

| Barletta 30 novembre 2014, ore 16:00 CET 15ª giornata | Barletta            | 0 – 0 referto | Aversa Normanna | Stadio Cosimo Puttilli (1.744 spett.)\| Arbitro: \| Vesprini (Macerata) \| |
| Arbitro:                                              | Vesprini (Macerata) |               |                 |                                                                            |

| Arbitro: | Baldicchi (Città di Castello) |

|                    |           |                            |
| De Vena 66’ (rig.) | Marcatori | 10’ Girardi 73’ Caccavallo |

| Arbitro: | Dionisi (L'Aquila) |

|                    |           |  |
| Tortolano 50’, 67’ | Marcatori |  |

| Arbitro: | Mantelli (Brescia) |

|                             |           |                |
| De Luca 37’, 73’ Papa 90+5’ | Marcatori | 59’ Capodaglio |

| Arbitro: | Schirru (Nichelino) |

|             |           |  |
| Madonia 27’ | Marcatori |  |

#### Girone di ritorno
| Arbitro: | Forneau (Roma) |

|               |           |                    |
| Del Sante 20’ | Marcatori | 48’ (rig.) De Vena |

| Arbitro: | Di Martino (Teramo) |

|                |           |           |
| Cossentino 82’ | Marcatori | 7’ Murolo |

| Arbitro: | Colarossi (Roma) |

|  |           |                  |
|  | Marcatori | 66’ (rig.) Calil |

| Arbitro: | Illuzzi (Molfetta) |

|               |           |  |
| Verruschi 40’ | Marcatori |  |

| Arbitro: | Mainardi (Bergamo) |

|             |           |                                            |
| De Vena 29’ | Marcatori | 12’ Barraco 88’ Saint-Maza 90+5’ Cavallaro |

| Arbitro: | Pagliardini (Arezzo) |

|                      |           |                               |
| Infantino 74’ (rig.) | Marcatori | 16’ (rig.) De Vena 86’ Amelio |

| Arbitro: | Fiorini (Frosinone) |

|                                  |           |  |
| Mangiacasale 2’, 69’ Mosciaro 7’ | Marcatori |  |

| Arbitro: | Viotti (Tivoli) |

|                                             |           |                                                     |
| Caturano 18’ (rig.), 53’ (rig.) Agnello 46’ | Marcatori | 7’ De Vena 15’ Geroni 66’ Magliocchetti 81’ De Luca |

| Arbitro: | Caso (Verona) |

|                               |           |  |
| Sassano 13’ Magliocchetti 16’ | Marcatori |  |

| Benevento 11 marzo 2015, ore 15.00 CET 29ª giornata | Benevento           | 0 – 0 referto | Aversa Normanna | Stadio Ciro Vigorito (3.000 spett.)\| Arbitro: \| Vesprini (Macerata) \| |
| Arbitro:                                            | Vesprini (Macerata) |               |                 |                                                                          |

| Arbitro: | Paolini (Ascoli Piceno) |

|  |           |                  |
|  | Marcatori | 54’ (rig.) Viola |

| Arbitro: | Mainardi (Bergamo) |

|                                  |           |  |
| Moscardelli 13’, 44’ Gustavo 58’ | Marcatori |  |

| Arbitro: | Marini (Roma) |

|              |           |           |
| Mosciaro 84’ | Marcatori | 85’ Nigro |

| Arbitro: | Giua (Pisa) |

|                                      |           |                               |
| Gammone 18’ Bombagi 38’ Nicastro 80’ | Marcatori | 35’ (rig.) Mosciaro 52’ Capua |

| Arbitro: | Luciano (Lamezia Terme) |

|  |           |           |
|  | Marcatori | 21’ Danti |

| Arbitro: | Piccinini (Forlì) |

|  |           |                  |
|  | Marcatori | 33’ (aut.) Vinci |

| Aversa 25 aprile 2015, ore 17:30 CEST 36ª giornata | Aversa Normanna | 0 – 0 referto | Cosenza | Stadio Augusto Bisceglia (500 spett.)\| Arbitro: \| Mancini (Fermo) \| |
| Arbitro:                                           | Mancini (Fermo) |               |         |                                                                        |

| Arbitro: | Maggioni (Lecco) |

|  |           |                                 |
|  | Marcatori | 15’ Cossentino 69’ Mangiacasale |

| Arbitro: | Baroni (Firenze) |

|           |           |              |
| Capua 77’ | Marcatori | 55’ Carretta |

#### Play-out

##### Andata
| Arbitro: | Giovani (Grosseto) |

|                                             |           |                    |
| Sirignano 7’, 39’ Millesi 29’ Chiavazzo 89’ | Marcatori | 84’ (aut.) Finizio |

| Arbitro: | Piccinini (Forlì) |

|                                                    |           |            |
| De Vena 45+3’ Mosciaro 77’ (rig.) Mangiacasale 80’ | Marcatori | 56’ Alvino |

### Coppa Italia Lega Pro

#### Fase eliminatoria a gironi
| Arbitro: | Mastrodonato (Molfetta) |

|  |           |                                            |
|  | Marcatori | 9’ Bottone 50’, 52’ Rubino 56’ Santaniello |

| Arbitro: | Viotti (Tivoli) |

|                                                          |           |  |
| Pizza 9’ Cafiero 30’ Maiorino 43’, 55’ Rubino 73’ (rig.) | Marcatori |  |

## Statistiche
Statistiche aggiornate al 30 maggio 2015.

### Statistiche di squadra
| Competizione          | P.TI    | In casa | In casa | In casa | In casa | In casa | In casa | In trasferta | In trasferta | In trasferta | In trasferta | In trasferta | In trasferta | Totale | Totale | Totale | Totale | Totale | Totale | D.R |
| Competizione          | P.TI    | G       | V       | N       | P       | Gf      | Gs      | G            | V            | N            | P            | Gf           | Gs           | G      | V      | N      | P      | Gf     | Gs     | D.R |
| --------------------- | ------- | ------- | ------- | ------- | ------- | ------- | ------- | ------------ | ------------ | ------------ | ------------ | ------------ | ------------ | ------ | ------ | ------ | ------ | ------ | ------ | --- |
| Lega Pro              | 34 (-1) | 19      | 3       | 6       | 10      | 16      | 22      | 19           | 4            | 7            | 8            | 20           | 28           | 38     | 7      | 13     | 18     | 36     | 50     | -14 |
| Coppa Italia Lega Pro | 0       | 1       | 0       | 0       | 1       | 0       | 4       | 1            | 0            | 0            | 1            | 0            | 5            | 2      | 0      | 0      | 2      | 0      | 9      | -9  |
| Totale                | 33      | 20      | 3       | 6       | 11      | 16      | 26      | 20           | 4            | 7            | 9            | 20           | 32           | 40     | 7      | 13     | 20     | 36     | 59     | -23 |

### Andamento in campionato
| Giornata  | 1  | 2  | 3  | 4  | 5  | 6  | 7  | 8  | 9  | 10 | 11 | 12 | 13 | 14 | 15 | 16 | 17 | 18 | 19 | 20 | 21 | 22 | 23 | 24 | 25 | 26 | 27 | 28 | 29 | 30 | 31 | 32 | 33 | 34 | 35 | 36 | 37 | 38 |
| --------- | -- | -- | -- | -- | -- | -- | -- | -- | -- | -- | -- | -- | -- | -- | -- | -- | -- | -- | -- | -- | -- | -- | -- | -- | -- | -- | -- | -- | -- | -- | -- | -- | -- | -- | -- | -- | -- | -- |
| Luogo     | C  | T  | T  | C  | T  | C  | T  | C  | T  | C  | T  | C  | T  | C  | T  | C  | T  | C  | T  | T  | C  | C  | T  | C  | T  | C  | T  | C  | T  | C  | T  | C  | T  | C  | T  | C  | T  | C  |
| Risultato | N  | N  | P  | P  | N  | P  | P  | N  | P  | P  | N  | P  | N  | P  | N  | P  | P  | V  | P  | N  | N  | P  | P  | P  | V  | V  | V  | V  | N  | P  | P  | N  | P  | P  | V  | N  | V  | N  |
| Posizione | 11 | 11 | 14 | 15 | 14 | 17 | 20 | 18 | 18 | 18 | 18 | 19 | 19 | 19 | 18 | 19 | 19 | 18 | 18 | 18 | 19 | 19 | 20 | 20 | 20 | 18 | 18 | 17 | 17 | 17 | 17 | 17 | 18 | 18 | 18 | 18 | 17 | 17 |

Fonte:  Lega Pro Girone C 2014/2015, su calcio.com.
Legenda:

Luogo: C = Casa; T = Trasferta. Risultato: V = Vittoria; N = Pareggio; P = Sconfitta.

### Statistiche dei giocatori
Sono in corsivo i calciatori che hanno lasciato la società a stagione in corso.
| Giocatore             | Lega Pro | Lega Pro | Lega Pro    | Lega Pro   | Coppa Italia Lega Pro | Coppa Italia Lega Pro | Coppa Italia Lega Pro | Coppa Italia Lega Pro | Totale   | Totale | Totale      | Totale     |
| Giocatore             | Presenze | Reti     | Ammonizioni | Espulsioni | Presenze              | Reti                  | Ammonizioni           | Espulsioni            | Presenze | Reti   | Ammonizioni | Espulsioni |
| --------------------- | -------- | -------- | ----------- | ---------- | --------------------- | --------------------- | --------------------- | --------------------- | -------- | ------ | ----------- | ---------- |
| C. Amelio             | 18       | 1        | 5           | 0          | -                     | -                     | -                     | -                     | 18       | 1      | 5           | 0          |
| D. Balzano            | 21       | 0        | 2           | 1          | -                     | -                     | -                     | -                     | 21       | 0      | 2           | 1          |
| A. Bosco              | 0        | 0        | 0           | 0          | -                     | -                     | -                     | -                     | 0        | 0      | 0           | 0          |
| G. Capua              | 29       | 3        | 6           | 1          | -                     | -                     | -                     | -                     | 29       | 3      | 6           | 1          |
| P. Carbonaro          | 11       | 1        | 3           | 2          | -                     | -                     | -                     | -                     | 11       | 1      | 3           | 2          |
| R. Cardinale          | 14       | 0        | 0           | 0          | -                     | -                     | -                     | -                     | 14       | 0      | 0           | 0          |
| A. Cardore            | 7        | 0        | 0           | 0          | -                     | -                     | -                     | -                     | 7        | 0      | 0           | 0          |
| R. Castellano         | 15       | 0        | 1           | 0          | -                     | -                     | -                     | -                     | 15       | 0      | 1           | 0          |
| E. Catinali           | 23       | 0        | 5           | 0          | -                     | -                     | -                     | -                     | 23       | 0      | 5           | 0          |
| E. Cicerelli          | 17       | 2        | 0           | 0          | -                     | -                     | -                     | -                     | 17       | 2      | 0           | 0          |
| A. Cossentino         | 17       | 2        | 2           | 0          | -                     | -                     | -                     | -                     | 17       | 2      | 2           | 0          |
| G. D'Attelio          | 1        | 0        | 0           | 0          | -                     | -                     | -                     | -                     | 1        | 0      | 0           | 0          |
| L. Del Prete          | 11       | 0        | 1           | 0          | -                     | -                     | -                     | -                     | 11       | 0      | 1           | 0          |
| F. De Luca            | 19       | 3        | 2           | 1          | -                     | -                     | -                     | -                     | 19       | 3      | 2           | 1          |
| M. De Matteis         | 8        | 0        | 0           | 0          | -                     | -                     | -                     | -                     | 8        | 0      | 0           | 0          |
| P. Despucches         | 1        | -0       | 0           | 1          | -                     | -                     | -                     | -                     | 1        | -0     | 0           | 1          |
| A. De Vena            | 32       | 11       | 3           | 0          | -                     | -                     | -                     | -                     | 32       | 11     | 3           | 0          |
| E. D'Ursi             | 1        | 0        | 0           | 0          | 1                     | 0                     | 0                     | 0                     | 2        | 0      | 0           | 0          |
| P. Esposito           | 21       | 0        | 4           | 0          | -                     | -                     | -                     | -                     | 21       | 0      | 4           | 0          |
| D. Evangelista        | 0        | 0        | 0           | 0          | -                     | -                     | -                     | -                     | 0        | 0      | 0           | 0          |
| F. Forte              | 18       | -?       | 0           | 0          | -                     | -                     | -                     | -                     | 18       | -0+    | 0           | 0          |
| D. Forino             | 9        | 0        | 0           | 0          | -                     | -                     | -                     | -                     | 9        | 0      | 0           | 0          |
| T. Gattoni            | 2        | 0        | 0           | 0          | -                     | -                     | -                     | -                     | 2        | 0      | 0           | 0          |
| E. Geroni             | 14       | 1        | 2           | 0          | -                     | -                     | -                     | -                     | 14       | 1      | 2           | 0          |
| V. Giannusa           | 17       | 0        | 7           | 0          | -                     | -                     | -                     | -                     | 17       | 0      | 7           | 0          |
| G. Giovannini         | 13       | 0        | 0           | 0          | -                     | -                     | -                     | -                     | 13       | 0      | 0           | 0          |
| A. Granata            | 1        | -?       | 0           | 0          | -                     | -                     | -                     | -                     | 1        | -0+    | 0           | 0          |
| E. Lagomarsini        | 20       | -?       | 1           | 0          | -                     | -                     | -                     | -                     | 20       | -0+    | 1           | 0          |
| D. Magliocchetti      | 13       | 2        | 0           | 0          | -                     | -                     | -                     | -                     | 13       | 2      | 0           | 0          |
| M. Giannattasio       | 11       | 0        | 4           | 1          | -                     | -                     | -                     | -                     | 11       | 0      | 4           | 1          |
| F. Mangiacasale       | 21       | 4        | 0           | 0          | -                     | -                     | -                     | -                     | 21       | 4      | 0           | 0          |
| A. Martiniello        | 8        | 0        | 0           | 0          | 1                     | 0                     | 0                     | 0                     | 9        | 0      | 0           | 0          |
| M. Mosciaro           | 20       | 5        | 2           | 0          | -                     | -                     | -                     | -                     | 20       | 5      | 2           | 0          |
| C. Muro               | 7        | 0        | 0           | 0          | -                     | -                     | -                     | -                     | 7        | 0      | 0           | 0          |
| M. N'Diaye            | 9        | 1        | 0           | 0          | -                     | -                     | -                     | -                     | 9        | 1      | 0           | 0          |
| G. Orlandini Spessato | 4        | 0        | 0           | 0          | -                     | -                     | -                     | -                     | 4        | 0      | 0           | 0          |
| M. Panatti            | 0        | 0        | 0           | 0          | -                     | -                     | -                     | -                     | 0        | 0      | 0           | 0          |
| S. Papa               | 15       | 1        | 0           | 0          | -                     | -                     | -                     | -                     | 15       | 1      | 0           | 0          |
| M. Personè            | 9        | 0        | 1           | 0          | -                     | -                     | -                     | -                     | 9        | 0      | 1           | 0          |
| S. Petricciuolo       | 6        | 0        | 0           | 0          | -                     | -                     | -                     | -                     | 6        | 0      | 0           | 0          |
| A. Pippa              | 15       | 0        | 1           | 0          | -                     | -                     | -                     | -                     | 15       | 0      | 1           | 0          |
| G. Romano             | 0        | 0        | 0           | 0          | 2                     | 0                     | 0                     | 0                     | 2        | 0      | 0           | 0          |
| A. Salese             | 0        | -0       | 0           | 0          | 1                     | -4                    | 0                     | 0                     | 1        | -4     | 0           | 0          |
| P. Sassano            | 15       | 1        | 0           | 0          | -                     | -                     | -                     | -                     | 15       | 1      | 0           | 0          |
| L. Savelloni          | 1        | -?       | 0           | 0          | -                     | -                     | -                     | -                     | 1        | -0+    | 0           | 0          |
| S. Scognamillo        | 22       | 0        | 0           | 0          | -                     | -                     | -                     | -                     | 22       | 0      | 0           | 0          |
| M. Soly               | 1        | 0        | 0           | 0          | -                     | -                     | -                     | -                     | 1        | 0      | 0           | 0          |
| L. Viglietti          | 4        | 0        | 0           | 0          | -                     | -                     | -                     | -                     | 4        | 0      | 0           | 0          |
| P. Zaine              | 10       | 0        | 0           | 0          | -                     | -                     | -                     | -                     | 10       | 0      | 0           | 0          |

## Giovanili

### Organigramma
Dal sito internet ufficiale della società
- Direttore Responsabile: Michele Orabona
- Responsabile organizzativo: Luigi Balato
- Team manager: Ciro D'Antonio
- Dirigente accompagnatore: Mariano Toscano
- Dirigente accompagnatore Berretti: Emanuele Lattanzio
- Dirigente accompagnatore Allievi: Giacomo Fabozzi
- Allenatore Berretti: Pompilio Cusano
- Allenatore Allievi: Giuseppe Bevilacqua
- Allenatore Allievi Regionali: Luigi Urso

- Allenatore Giovanissimi: Sossio Finestra
- Allenatore Giovanissimi Regionali: Mauro Bacioterracino
- Preparatore portieri: Francesco Di Caprio
- Preparatori atletico: Pasquale Piscitelli
- Preparatori atletico: Gaetano Toto
- Preparatori atletico: Antonio Palmese
- Fisioterapista: Renato Orso
- Resp. Medico: Marinica Concilio

### Piazzamenti
- Berretti:
- Allievi:
- Giovanissimi: